# Онсэн-тамаго
Онсэн-тамаго (яп. 温泉卵 или 温泉玉子, «яйцо из горячего источника») — блюдо японской кухни, куриное яйцо, сваренное при низкой температуре в воде японских горячих источников — онсэнов.
Текстура яйца уникальна тем, что белок по вкусу напоминает нежный заварной крем, тогда как желток получается твёрдым, но сохраняет цвет и кремовую текстуру сырого желтка. Это является следствием того, что желток и белок затвердевают при разных температурах.
Яйцо-пашот варят в скорлупе и подают без скорлупы вместе с соусом из бульона и соевого соуса.

## Приготовление
Традиционный способ приготовления онсэн-тамаго заключается в том, что яйца в скорлупе кладут в веревочные сетки и оставляют в онсэне с водой температурой примерно 70 °C на 30-40 минут. После приготовления скорлупу разбивают. Онсэн-тамаго чаще всего подают на завтрак с японским бульоном-даси, приправленным скумбрией; или  в маленькой чашечке с лёгким соусом, приготовленным из мирина, бульона-даси и соевого соуса, посыпав сверху мелко нарезанным зелёным луком.